# Gaulette (unité)
Pour les articles homonymes, voir Gaulette.
La gaulette est une unité de mesure agraire qui fut couramment utilisée par les habitants de l'île de La Réunion jusqu'à la fin du XXe siècle. Elle servait avant tout à l'appréciation des longueurs mais était parfois employée pour évaluer les surfaces sans que jamais la mention « au carré » fût expressément citée, celle-ci étant généralement sous-tendue par le contexte.

## Les origines
Aux premières heures de la colonisation, quand il était fait état d'une mesure de longueur, l'unité utilisée était l'arpent, soit l'équivalent de 58,464 mètres. Par la suite, le pas géométrique fut également mobilisé de temps à autre, mais son emploi resta exceptionnel. C'est cependant avec cette dernière unité que fut définie la réserve domaniale qu'on établit sur le littoral et qui écrêta la partie inférieure des concessions accordées par la Compagnie des Indes orientales « du battant des lames au sommet des montagnes ».
Dans ce contexte, on ne peut déterminer de façon précise à quelle époque la gaulette a commencé à être employée à La Réunion. Toutefois, les archives attestent de l'utilisation du terme au début des années 1710 : il apparait à l'occasion d'un partage de terre établi le 20 juillet 1713.

## L'officialisation
La gaulette devient légale via une ordonnance du 24 février 1715 par laquelle le Conseil provincial de Bourbon impose à tous les habitants de mesurer les terrains qu'on leur a accordés avec une gaulette de quinze pieds de long. Dès lors, une stabilisation s'opère autour de ce standard durant les quelques années qui suivent. Pour preuve, il apparaît dans un document du 23 septembre 1734 homologuant le bornage des terrains situés entre la ravine des Charpentiers et la ravine Sainte-Marie alors même que les habitants du quartier homonyme sont alors réputés pour lui préférer une version courte de douze pieds seulement.
Si la gaulette de six pieds finira par disparaître, le particularisme sainte-marien ne sera jamais résorbé et sera même consacré par le droit. Un jugement rendu par le Tribunal de première instance de Saint-Denis le 15 avril 1828 établit en effet qu'il est de notoriété publique dans la colonie que les gaulettes des terrains situés entre la ravine des Chèvres et la rivière du Charpentier ne mesurent que douze pieds. La même décision pose pour principe que l'indication de la situation géographique d'un bien donné suffit à lever l'équivoque quant à la dimension de la gaulette effectivement utilisée pour rendre compte de ses dimensions.

## L'interdiction et la disparition
L'ordonnance du 6 janvier 1821 décidant l'application du système métrique demeure
sans effet dans la colonie. Les autorités locales décident donc de décréter l'interdiction d'utiliser des unités qui ne sont pas légales en métropole. Ce sera chose faite en 1839. Cependant, l'entrée en vigueur de la mesure à compter de 1841 ne parviendra pas pour autant à faire disparaître l'usage de la gaulette. Au contraire, elle encouragera sa modernisation en lui fournissant une nouvelle acceptation plus pratique qu'autrefois. La conversion de la gaulette de quinze pieds donne en effet 4,872 mètres, soit un chiffre que l'on est tenté d'arrondir à cinq mètres par souci de facilité.
L'arrondi en question s'imposera à l'original à la fin du XIXe siècle et traversera sans encombre le début du siècle suivant. C'est le formidable développement économique que connaîtra le département à compter de 1946 qui aura finalement raison de l'emploi quotidien de la gaulette pour mesurer longueurs et superficies. Elle n'a pas disparu pour autant : au début des années 2000, l'unité continue à coexister avec le mètre dans les têtes de la plupart des personnes âgées.